# Цхалтубо (село)
Цхалтубо (груз. წყალტუბო) — село в Грузии, на территории Цхалтубского муниципалитета края (мхаре) Имеретия.

## География
Село находится в западной части Грузии, на расстоянии 2 километров к северу от города Цхалтубо, административного центра муниципалитета. Абсолютная высота — 120 метров над уровнем моря.

## Население
По результатам официальной переписи населения 2014 года, в Цхалтубо проживало 2330 человек (1111 мужчин и 1219 женщин). В национальной структуре населения грузины составляли 99,7 %, русские — 0,2 %.
| Год  | Население, человек |
| ---- | ------------------ |
| 2002 | 2867               |
| 2014 | ↘ 2330             |